# ウェストバージニア (装甲巡洋艦)
|          |                                                                                                   |
| 艦歴     |                                                                                                   |
| 発注     |                                                                                                   |
| 起工     |                                                                                                   |
| 進水     | 1903年4月18日                                                                                     |
| 就役     | 1905年2月23日                                                                                     |
| 退役     | 1920年9月1日                                                                                      |
| その後   | 1930年8月30日に売却                                                                               |
| 除籍     | 1930年3月12日                                                                                     |
| 性能諸元 |                                                                                                   |
| 排水量   | 13,680 トン                                                                                       |
| 全長     | 504 ft (154 m)                                                                                    |
| 全幅     | 69 ft 6 in                                                                                        |
| 吃水     | 26 ft 1 in                                                                                        |
| 機関     | 23,000 shp、2軸推進                                                                               |
| 最大速   | 22ノット                                                                                          |
| 乗員     | 士官、兵員830名                                                                                   |
| 兵装     | 8インチ砲4門、6インチ砲14門、 3インチ砲18門、3ポンド砲12門、 1ポンド砲2門、 18インチ魚雷発射管2門 |

ウェストバージニア（USS West Virginia, ACR-5 ）は、アメリカ海軍の装甲巡洋艦。ペンシルベニア級装甲巡洋艦の一隻。艦名はウェストバージニア州に因む。

## 艦歴
ウェストバージニアはバージニア州ニューポート・ニューズのニューポート・ニューズ造船所で起工する。1903年4月18日にキャサリン・V・ホワイトによって命名、進水し、1905年2月23日に艦長C・H・アーノルド大佐の指揮下就役した。
整調訓練後、ウェストバージニアはニューヨーク州海軍民兵を乗せ大西洋艦隊の一艦として巡航し、1906年9月30日にアジア戦隊と共に出航した。その後2年間、アジア戦隊と共に訓練任務に従事し、1908年にメア・アイランド海軍造船所でオーバーホール後太平洋艦隊に合流、西海岸沿いに訓練を行う。1911年から12年にかけて艦隊とともにハワイ水域への巡航を行い、1914年にはメキシコ西岸に向けて出航、アメリカ合衆国の権益保護という特別任務に就く。その後ベラクルス危機の間もメキシコ水域に留まり、ワシントン州ブレマートンに帰還後太平洋予備役艦隊入りした。
ウェストバージニアはその後もブレマートンに留まり、1916年9月20日に出航、アメリカ合衆国の市民の安全および権益保護と、外交交渉を支援するため再びメキシコに赴く。この任務の間の11月11日、ウェストバージニアはその名を新しい戦艦に譲るため、ハンチントン (USS Huntington, CA-5) と改名された。メキシコでの5ヶ月の任務後、ハンチントンはメア・アイランド海軍造船所に向かい、後部甲板上で4機の水上機を運用できる様その設備とカタパルトが装着された。
ハンチントンは予備役部隊から分離され、1917年4月5日に完全就役した。5月11日にメア・アイランドを出航しパナマ運河を経由してフロリダ州ペンサコーラに向かう。フロリダには5月28日に到着、太平洋艦隊から分離したハンチントンは続く2ヶ月間をペンサコーラ海軍航空ステーションでの任務に費やし、甲板上からの気球および水上機運用の重要な実験に従事した。8月1日にハンプトン・ローズに向けて出航、その5日後ニューヨークに到着した。ニューヨークでは6隻の船と共に船団を形成し、9月8日にフランスに向けて出航した。途中何度かの気球による偵察飛行が行われたが、9月17日には荒天のため気球が墜落し、偵察要員が索具に絡まるという事故が発生した。この緊急事態を見て索具要員のパトリック・マクガニガルは偵察要員を気球篭から解放するため艦外に飛び降り、篭は水面下でひっくり返った。この英雄的な行動でマクガニガルは第一次世界大戦において初の名誉勲章を受章した。救助後船団はヨーロッパ水域でアメリカの駆逐艦に戻され、ハンチントンはハンプトン・ローズに向けて出航、9月30日に到着した。
ノーフォークでの補給が完了するとハンチントンは10月5日にニューヨークに向けて出航、カタパルトと水上機が撤去された。作業後10月27日に出航、2日後にノバスコシア州ハリファックスに到着し、連合国との協議に出席する高官を乗艦させた。大統領の使節はエドワード・ハウス大佐、ウィリアム・シェパード・ベンソン提督、タスカー・ブリス将軍を始めとして多数から成り、一行は1917年11月7日にダベンポートに到着、イギリス政府関係者によって出迎えられた。ハンチントンはハンプトン・ローズを経由してニューヨークに向かい、11月27日に到着した。
続いてハンチントンはヨーロッパへ向かう部隊と物資を運ぶ船団護衛という重要な任務のため再び出航し、1918年2月19日から11月13日までの間に同様の航海を9回行った。さらにニューヨークからハンプトン・ローズへの船団護衛を3回行い、1918年11月17日にブルックリン海軍工廠に入渠、兵員輸送船への転換が行われた。
作業完了後ハンチントンは大西洋艦隊輸送部隊に配属され、ヨーロッパからの帰還兵を運ぶためフランスへ向けて出航した。12月17日にニューヨークを出航し、29日にブレストに到着、1,700名以上の兵を乗せ1919年1月14日にニューヨークに帰還した。その後同様の航海を5度行い、12,000名に及ぶ兵を帰還させた。最後の航海は1919年7月5日にボストンで完了した。輸送部隊から分離されたハンチントンは再び巡洋艦部隊に配属され、1919年7月8日に第1遊撃艦隊の旗艦となる。ハンチントンは1920年9月1日にニューハンプシャー州ポーツマスのポーツマス海軍工廠で退役し、1930年3月12日に除籍された。その後ロンドン海軍軍縮条約に従い1930年8月30日に売却された。